# Китовий вус

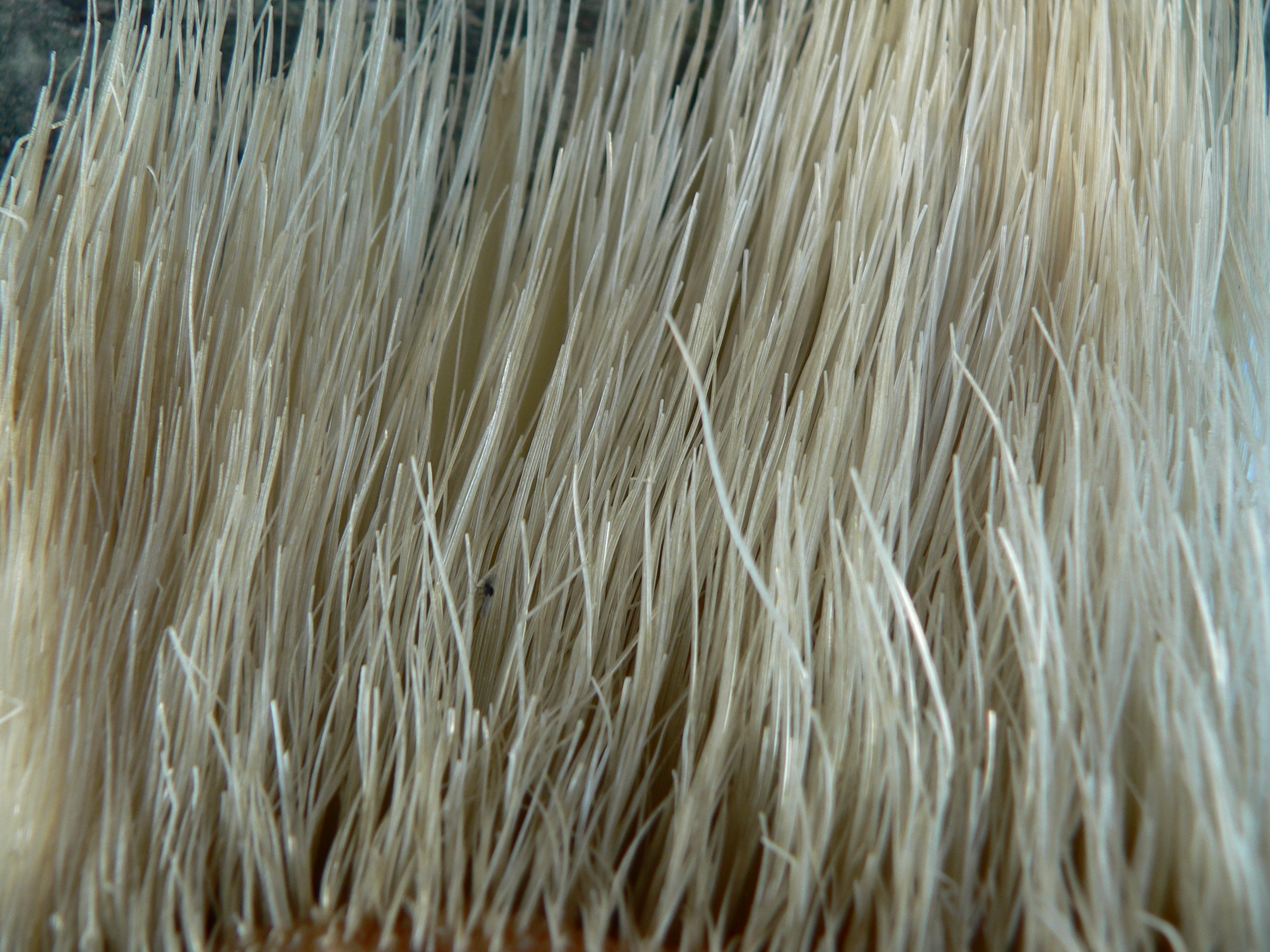
Щетинки китового вуса

Китовий вус — рогові пластини у китових, що звисають з піднебіння та служать для відсіювання планктона, основної їжі.

## Короткий опис
На місці відсутніх зубів у верхній щелепі беззубого кита розвиваються від 360 до 800 довгих (від 20 до 450 см) рогових пластин, що їх називають «китовим вусом» (звідси назва «Вусаті кити»), розташованих поперек ясен з інтервалами 0,3—1,2 см одна від одної, закриваючи з боків ротову порожнину. Внутрішній край та вершина кожної пластини розщеплені на тонкі й довгі щетинки, що утворюють своєрідне густе сито або фільтр, який дозволяє китами відціжувати з води планктонних молюсків, ракоподібних та дрібну рибу.

## Використання
Китовий вус здавна застосовується для різноманітих виробів: щетиною з китового вуса набивають меблі та матраци, з китового вуса роблять щітки, корсети тощо.
До винаходу пластмасових матеріалів китовий вус застосовувався при шитті одягу та корсажної білизни, як матеріал для елементів, що надають певну форму, наприклад, бюска. Тож словосполучення «китовий вус» і досі вживають, як синонім таких деталей, незалежно від матеріалу, з якого вони виготовлені.

## Галерея

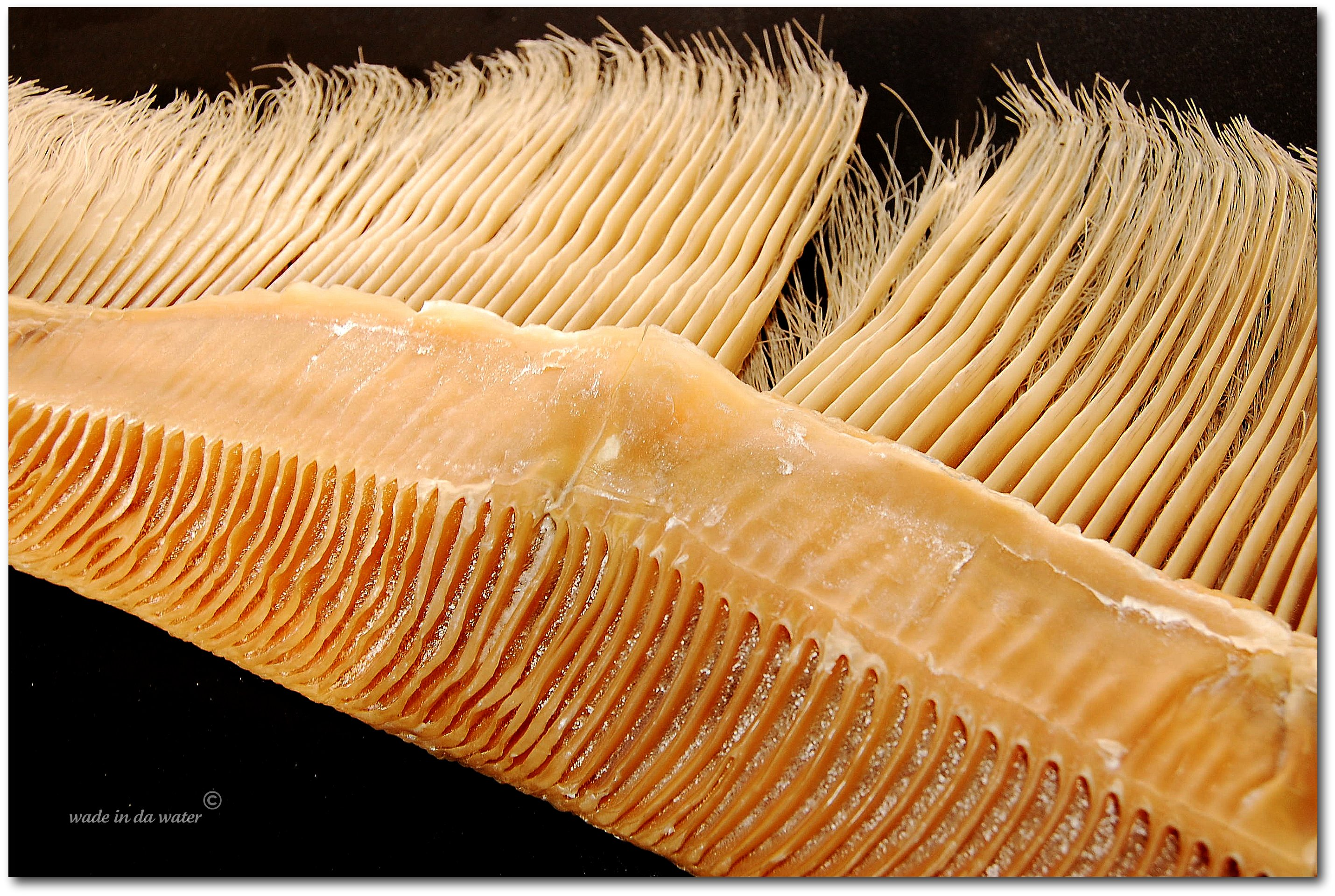
Деталь китового вуса
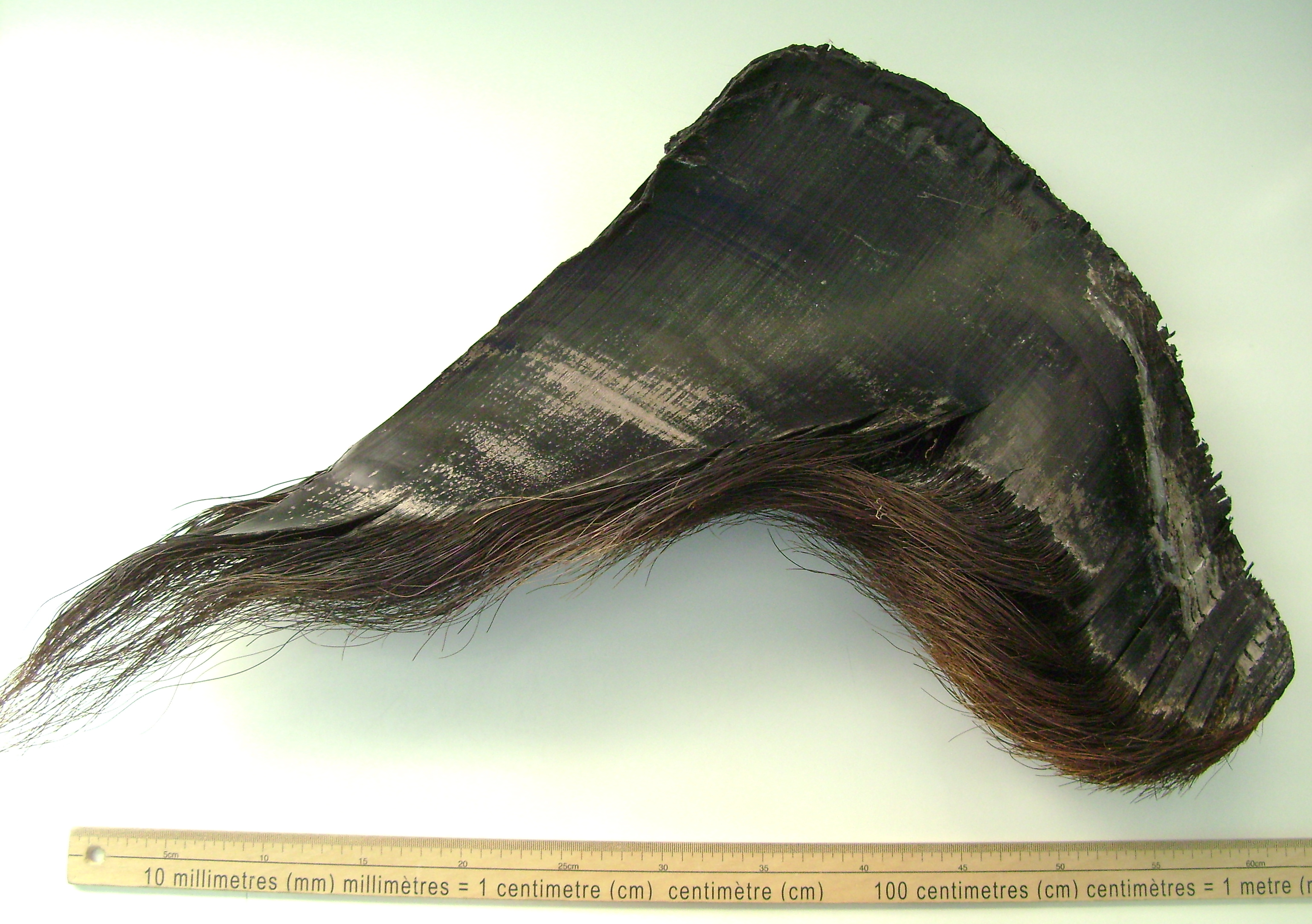
Китовий вус синього кита
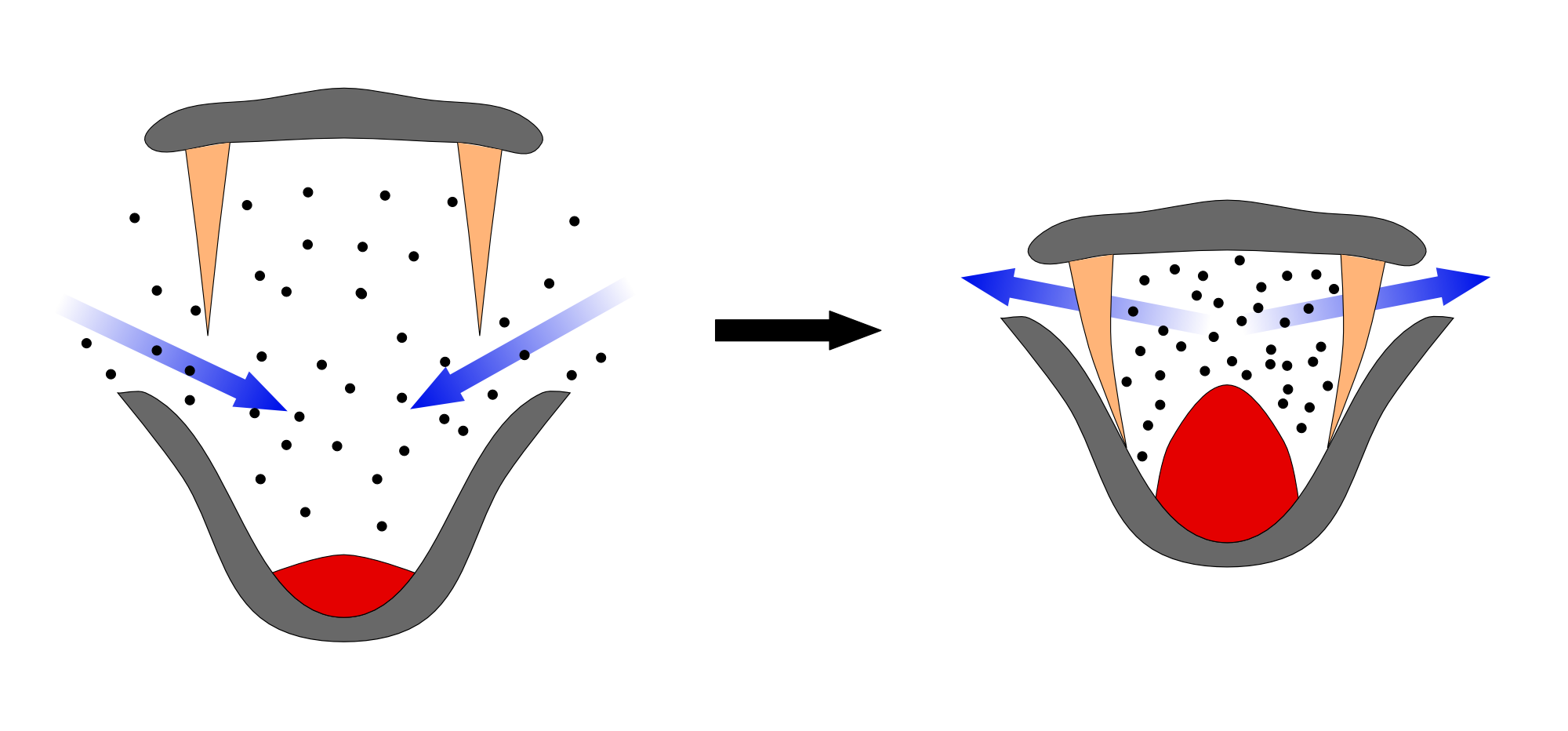
Фільтрувальний принцип китового вуса
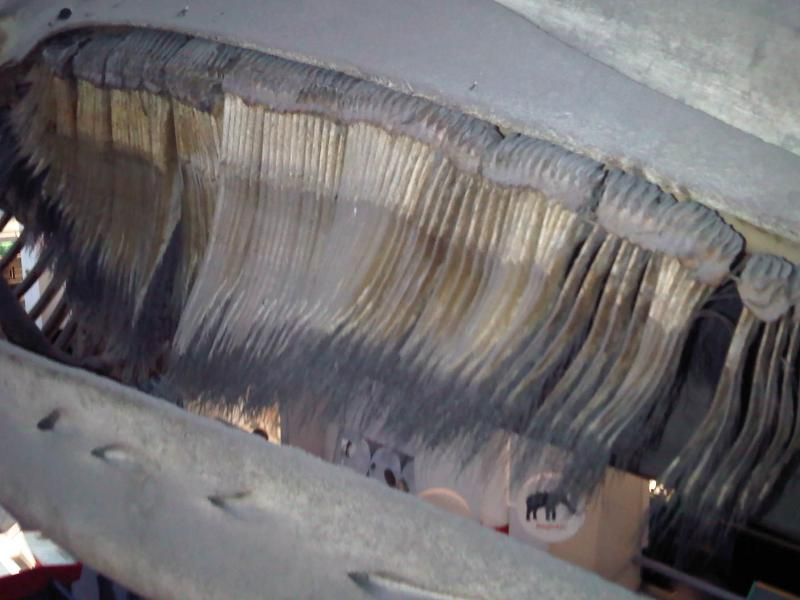
Китовий вус сірого кита (Eschrichtius robustus)
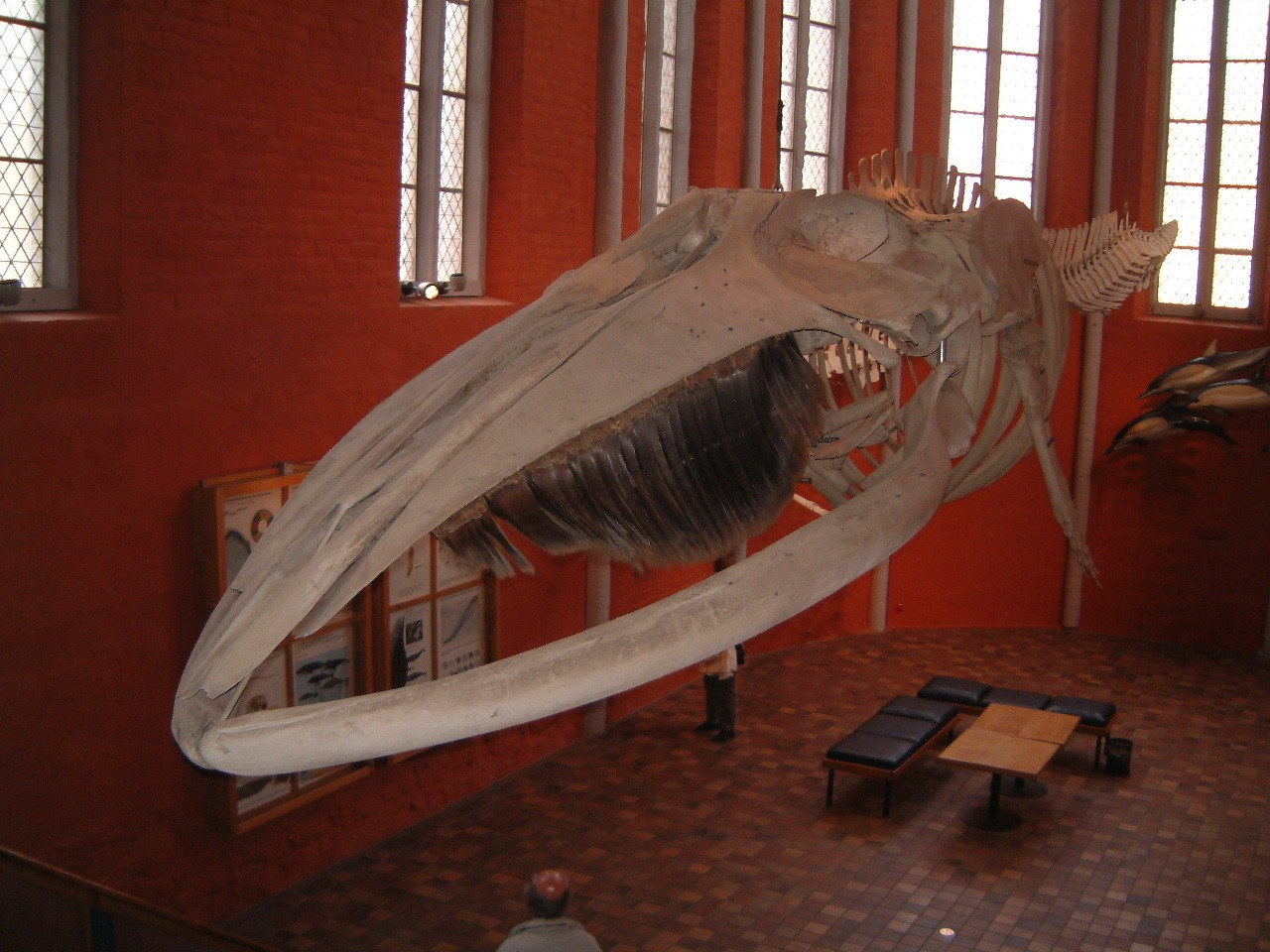
Китовий вус фінвала (Balaenoptera physalus)